# مارغريت ويلسون (قاضية)
مارغريت ويلسون (بالإنجليزية: Margaret Wilson) هي قاضية ومحامية في القضاء العالي أسترالية، ولدت في 24 فبراير 1953 في بريزبان في أستراليا.